# Coquimbo (regio)
Coquimbo is een van de zestien regio's van Chili en wordt ook wel de vierde regio genoemd (aangeduid met het Romeinse nummer IV). De hoofdstad van de regio is La Serena. De regio Coquimbo heeft 757.586 inwoners (2017) en is vernoemd naar de stad Coquimbo.
In de regio ligt het Nationaal Reservaat Humboldtpinguïn.

## Provincies
De regio Coquimbo bestaat uit drie provincies:
- Elqui
- Choapa
- Limarí

## Gemeenten
De regio Coquimbo bestaat uit vijftien gemeenten
- Andacollo
- Canela
- Combarbalá
- Coquimbo
- Illapel
- La Higuera
- La Serena
- Los Vilos
- Monte Patria
- Ovalle
- Paihuano
- Punitaqui
- Río Hurtado
- Salamanca
- Vicuña